# شهرستان کلیولند (اکلاهما)
شهرستان کلیولند، اکلاهما (به انگلیسی: Cleveland County, Oklahoma) شهرستانی در ایالات متحده آمریکا است که در اکلاهما واقع شده‌است.

## خصوصیات
شهرستان کلیولند ۱٬۴۴۵٫۲۲ کیلومترمربع مساحت دارد.